# Torreón Picarte

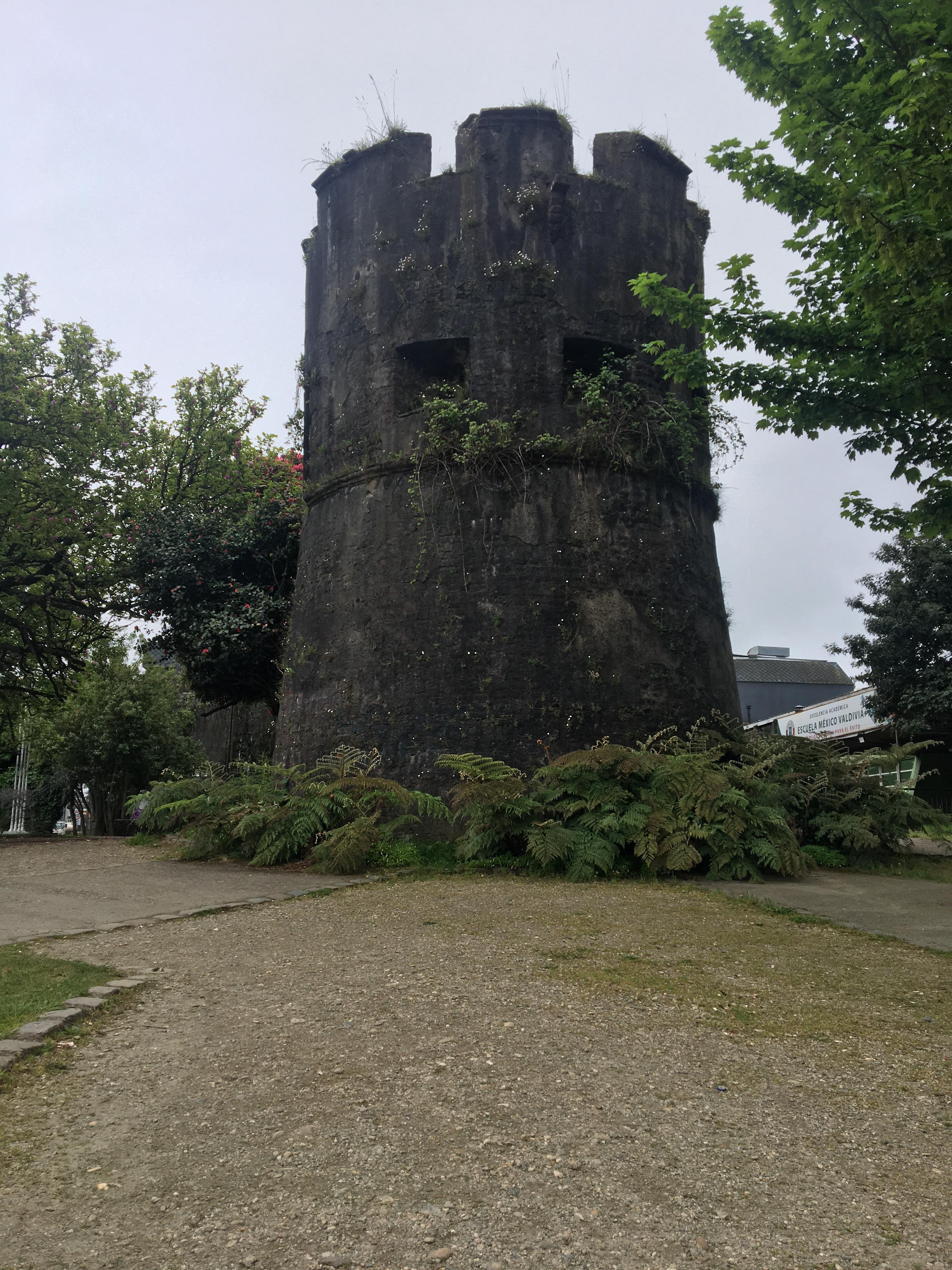
Vista cercana del Torreón Picarte

El Torreón Picarte o Torreón del Barro es un monumento histórico localizado en la ciudad de Valdivia, Región de Los Ríos, Chile.Se encuentra situado en la calle Ramón Picarte Nº1244, uno de los antiguos accesos a la ciudad —el camino a Los Llanos— y fue proyectado junto al Torreón Los Canelos en 1768 por el ingeniero Juan Garland; construido  bajo el gobierno de Joaquín de Espinoza y Dávalos en 1774.
Pertenece al conjunto de monumentos nacionales de Chile desde el año 1926 en virtud del Decreto supremo 744 del 24 de marzo del mismo año; se encuentra en la categoría «Monumentos Históricos».

## Historia

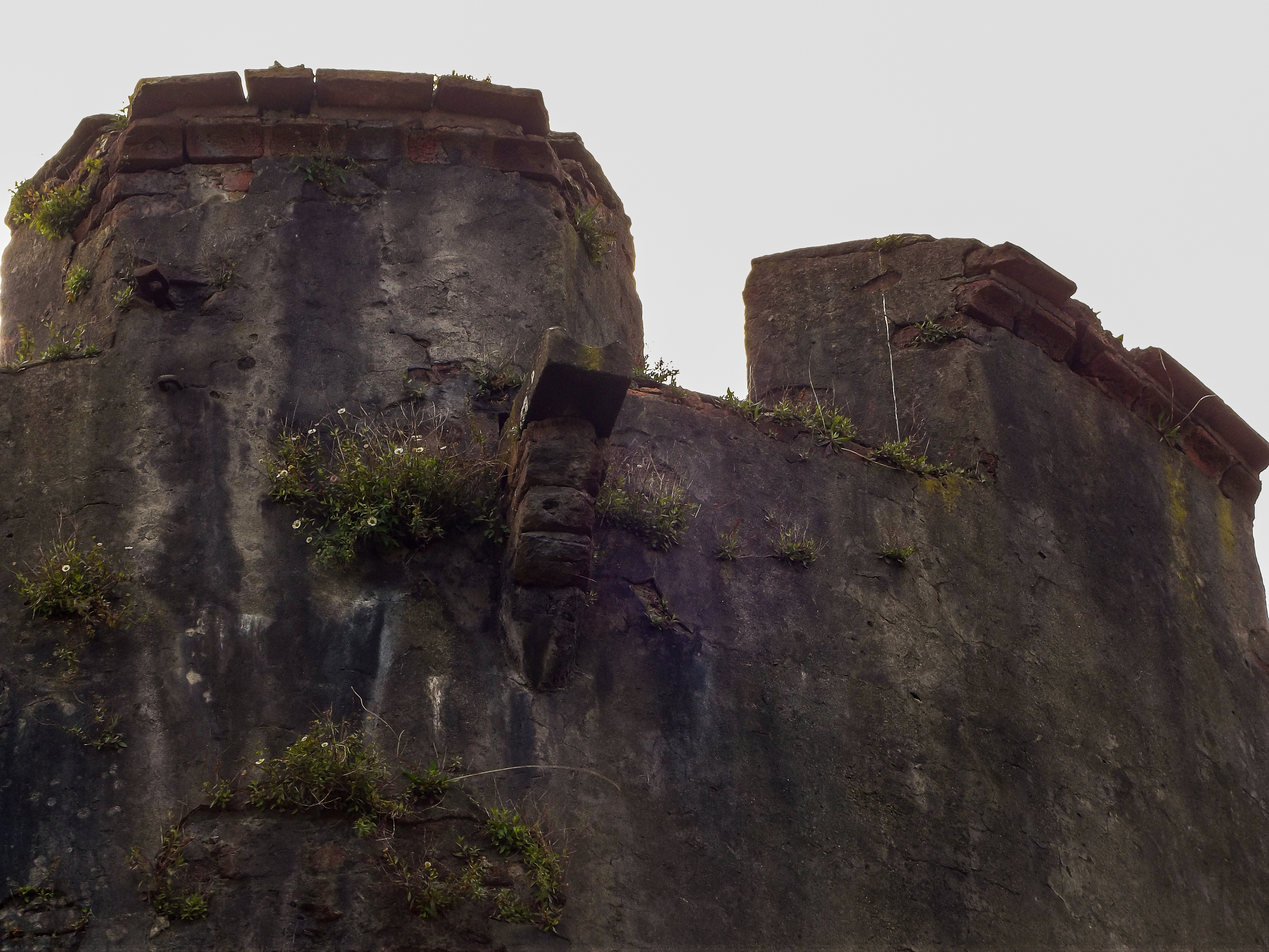
Vista superior del Torreón Picarte.

Tras la Batalla de Curalaba de 1598, Valdivia fue destruida por la población huilliche en noviembre de 1599. Tras esto, una expedición holandesa comandada por Hendrick Brouwer se alió con los indígenas huilliches del canal de Chacao en contra de los colonizadores españoles de Chiloé, misma estrategia que utilizaron cuando llegaron a la bahía Corral en 1643, aunque finalmente se retiraron de la zona. 
El repoblamiento español comenzó en febrero de 1645, hasta que paulatinamente en 1684 se refundó la ciudad en el sitio original, aunque los alrededores aún eran territorios controlados por el pueblo lafkenche-huilliche. Tanto Valdivia como el Archipiélago de Chiloé representaban los enclaves más australes de la costa del Pacífico, y su importancia estratégica para el Virreinato del Perú generó la necesidad de fortificarlos para evitar el ataque de la población indígena; así, para el caso de Valdivia, la construcción fue gracias al ingeniero y militar Juan Garland y White, irlandés al servicio de la Corona Española, formado en Barcelona, que incluso llegó a ser Gobernador Interino de Valdivia, con la intención de proyectar una red de defensa en 1768, donde se incluyó a este torreón.
Ambas construcciones fueron construidas estratégicamente por los españoles. El Torreón Los Canelos servía para la observación de la entrada a Valdivia desde el mar, mientras que el Torreón del Barro protegía el norte, donde los ataques podían provenir tanto por tierra como por río. El acceso a estas estructuras se realizaba a través de escalinatas externas, y también se utilizaban como bodegas y graneros. Algunos historiadores sugieren que, en ciertos períodos, habrían funcionado como calabozos.
Luego, su construcción sería ejecutada por el Gobernador don Joaquín de Espinoza y Dávalos en 1774 con muros de 60 cm en su base y 30 cm en su parte superior. En 1781 fue incluida por Antonio Duce Oliveros dentro del sistema defensivo de la ciudad con motivo de la inminente Guerra con Inglaterra (años 1780-1799). El 15 de febrero de 1785, se transformó en la prisión de Tomás de Figueroa tras ser acusado por el gobernador de la época como «incendiario».Además, se construyó un foso que rodeaba la ciudad, elevándola sobre el nivel del agua. Con el tiempo, el torreón tuvo diversos usos, incluyendo almacén de pólvora.

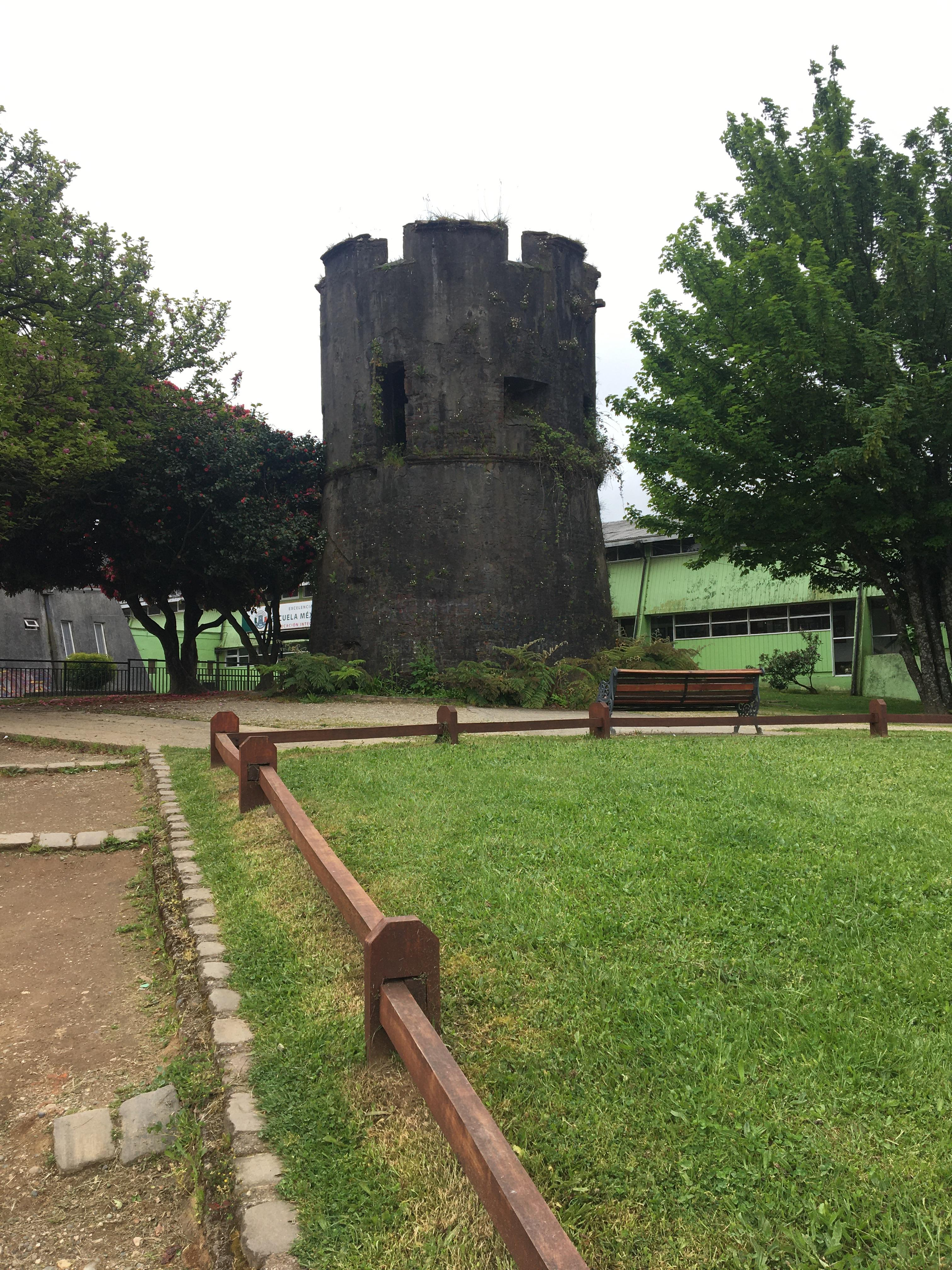

Actualmente, «los torreones Los Canelos y Picarte son los únicos vestigios que permanecen en pie de la antigua fortificación de Valdivia».
También representa la identidad del Club Deportes Valdivia. Este equipo, conocido como “El Torreón,” ha adoptado el monumento como emblema, inspirándose en su historia de resistencia y fortaleza. El origen del escudo se remonta a un gesto de Karen Narváez, una profesional del área social, quien diseñó el símbolo del club basándose en el Torreón de la ciudad, para reflejar los valores de perseverancia, unidad y lucha. 
Siendo un símbolo local que representa la historia y el espíritu de su gente. Conocido en todo Chile y en algunos lugares del extranjero como “El Torreón,” el club lleva consigo una parte del pasado de Valdivia cada vez que entra al campo de juego. Así, el escudo de Deportes Valdivia no solo cumple su función representativa, sino que simboliza la fortaleza de una comunidad que, al igual que el torreón, ha resistido el paso del tiempo. 
En cuanto a la mano de obra empleada en la construcción del Torreón Picarte, el historiador Ricardo Molina sugiere que, aunque no existen registros concluyentes, es probable que se utilizara el trabajo de personas desterradas en Valdivia. Estos eran individuos provenientes de diversas regiones del Reino de Chile, principalmente del norte de Concepción, que habían sido condenados por delitos. Esta práctica permitía al Estado español aprovechar mano de obra gratuita para proyectos estratégicos en la zona, como la construcción y mantenimiento de los Castillos de Niebla y Corral.
Los materiales de construcción, el torreón fue edificado con una mezcla robusta de barro cocido y reforzado, asentado sobre un terreno sólido, lo que contribuyó a su durabilidad a lo largo de los siglos. Esta técnica constructiva ha permitido que el Torreón Picarte y su torre hermana, el Torreón Los Canelos, resistan eventos naturales significativos, incluido el devastador terremoto de 1960. En años recientes, ambos torreones han sido sometidos a trabajos de refuerzo y restauración para mitigar el desgaste causado por las condiciones climáticas de la zona, preservando así su estructura y valor patrimonial para futuras generaciones.